# Manon Gropius

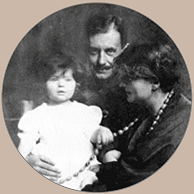
Manon Gropius mit ihren Eltern Alma Mahler und Walter Gropius (1918)

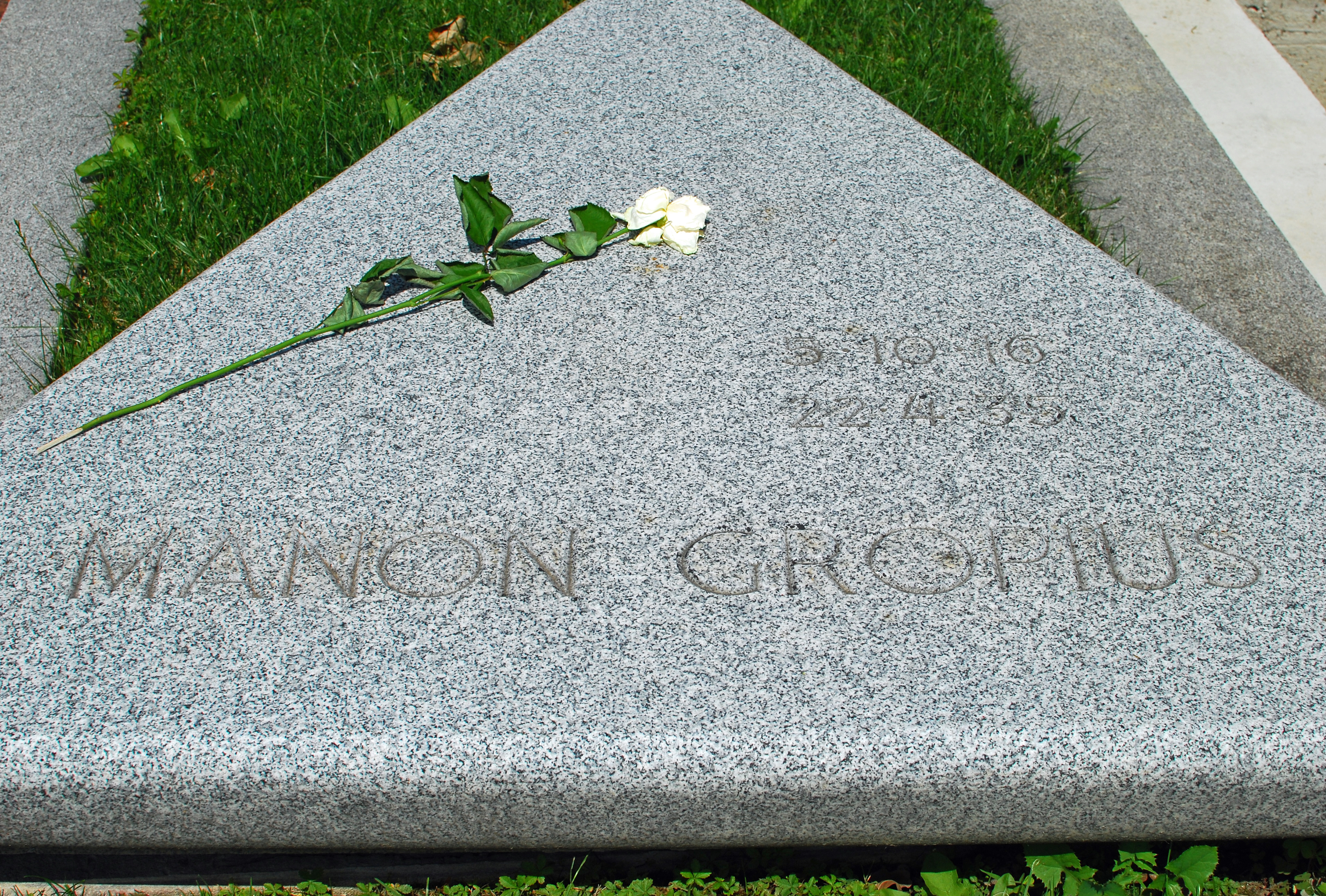
Manon Gropius’ Grabmal in Wien

Manon Gropius (vollständiger Name Alma Manon Anna Justina Carolina, Spitzname: Mutzi; * 5. Oktober 1916 in Wien; † 22. April 1935 ebenda) war die Tochter von Walter Gropius und Alma Mahler-Werfel.

## Leben
Zahlreiche Zeitzeugen wie etwa Elias Canetti oder Ernst Krenek berichten in ihren Erinnerungen, wie die stark von Antisemitismus geprägte Alma Mahler-Werfel immer die arische Abstammung ihrer Tochter hervorhob, die im Gegensatz zu ihren Halbgeschwistern nicht der Ehe mit einem Juden entstammte. Sie erzählen, wie die sowohl gut aussehende als auch schauspielerisch begabte Tochter – die jedoch eher zurückhaltender Natur war – von ihrer Mutter wie ein „Schaustück“ präsentiert wurde. Oliver Hilmes (Biograf von Alma Mahler-Werfel) weist auch darauf hin, dass die Mutter Anstrengungen unternommen habe, das junge Mädchen mit dem wesentlich älteren österreichischen Politiker Anton Rintelen zu verheiraten.
Manon Gropius erkrankte im April 1934 während eines Aufenthaltes in Venedig an Kinderlähmung. Dort grassierte zu der Zeit eine von öffentlichen Stellen verschwiegene Polio-Epidemie. Am 22. April 1935 starb sie an den Folgen der Krankheit im Alter von 18 Jahren. 
Die Beerdigung war ein gesellschaftliches Ereignis. Der Theologe und Ordenspriester Johannes Hollnsteiner, Manons Taufpriester (1933) und enger Vertrauter ihrer Mutter, hielt die Trauerrede. Von Ludwig Karpath erschien ein Nekrolog in einer Wiener Zeitung. Alban Berg vollendete aus Anlass von Manons Tod sein Konzert für Violine und Orchester, das er ihr mit dem Namen „Dem Andenken eines Engels“ widmete. Ihr Stiefvater Franz Werfel beschrieb ihr Leben und Sterben in zwei Erzählungen (u. a. Manon). Manon Gropius liegt gemeinsam mit ihrer Mutter Alma Mahler-Werfel auf dem Grinzinger Friedhof (Gruppe 6, Reihe 6, Nummer 7) in Wien begraben.
Ihre Halbschwester Anna Mahler war die Tochter aus Alma Mahler-Werfels erster Ehe mit dem Komponisten und Dirigenten Gustav Mahler. Den Vornamen Alma erhielt sie nach ihrer Mutter, den Vornamen Manon nach der Mutter ihres Vaters Manon Gropius geb. Scharnweber (1855–1933).